# Einár (EP-skiva)
Einár är en postumt utgiven EP av rapparen Einár. EP:n utgavs den 7 juni 2022 och innehåller fyra låtar. Inga andra artister gästar hans låtar.

## Låtlista
| Nr           | Titel              | Längd |
| ------------ | ------------------ | ----- |
| 1.           | Lilla Nisse        | 3:11  |
| 2.           | Annan värld        | 3:11  |
| 3.           | Koppla av          | 3:57  |
| 4.           | Kolla mig i ögonen | 3:15  |
| Total längd: | Total längd:       | 13:34 |